# South Bedfordshire
Il South Bedfordshire è stato un distretto del Bedfordshire, Inghilterra, Regno Unito, con sede ad Dunstable.
Il distretto fu creato con il Local Government Act 1972, il 1º aprile, 1974 dalla fusione del borough di Dunstable col distretto urbano di Leighton-Linslade e col Distretto rurale di Luton. Nel 2009 è stato soppresso ed il suo territorio è entrato a far parte della nuova autorità unitaria del Central Bedfordshire.

## Parrocchie civili
- Barton-le-Clay
- Billington
- Caddington
- Chalgrave
- Chalton
- Dunstable (città)
- Eaton Bray
- Eggington
- Heath and Reach
- Hockliffe
- Houghton Regis (città)
- Hyde
- Kensworth
- Leighton-Linslade (città)
- Slip End
- Stanbridge
- Streatley
- Studham
- Sundon
- Tilsworth
- Toddington
- Totternhoe
- Whipsnade